# Zuzanna Ginczanka

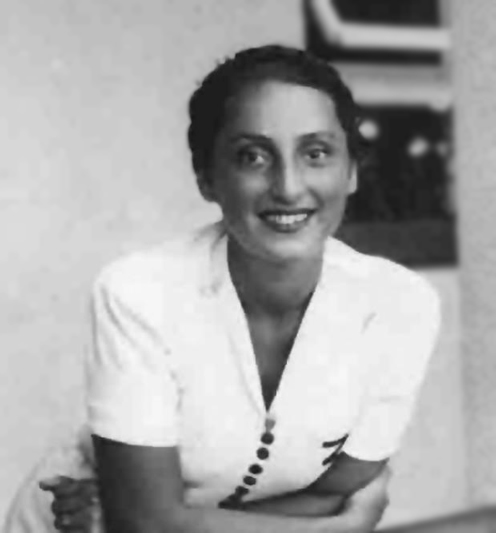
Zuzanna Ginczanka (1938)

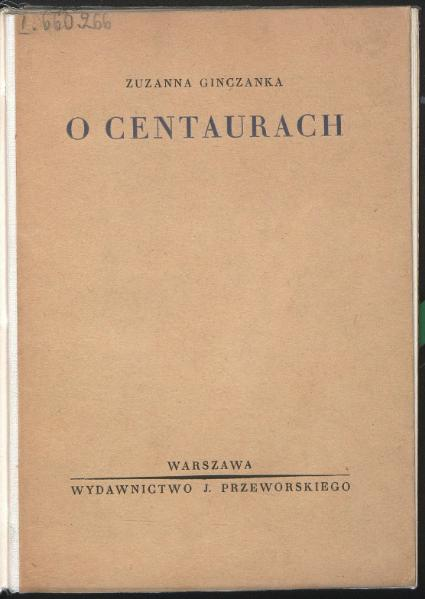
Zuzanna Ginczanka: O centaurach (1936)

Zuzanna Ginczanka, ursprünglich Zuzanna Polina Gincburg oder Zuzanna Pola Gincburżanka, (geboren 22. März 1917 in Kiew, Russisches Kaiserreich; gestorben Dezember 1944 in Krakau), war eine polnische Lyrikerin und Opfer des Holocaust. Ihr letztes Gedicht gilt als ein Meisterwerk der polnischen Lyrik zur Shoa.

## Leben und Werk
Zuzanna Ginczanka wurde als Zuzanna Polina Gincburg in Kiew als Tochter russischer Juden geboren. Ihre Eltern wanderten kurz nach Ausbruch der Oktoberrevolution nach Polen aus. Die Familie ließ sich in Równe in Wolhynien nieder, Zuzannas Großeltern zogen bald nach. Ihr Vater, ein Schauspieler, ging nach Berlin, später in die USA, und ihre Mutter verheiratete sich neu in Spanien. Zuzanna wuchs bei ihrer Großmutter Klara Sandberg auf, die eine Apotheke führte. Die polnische Staatsangehörigkeit wurde ihr aber nie gewährt.
Sie besuchte ein polnisches Gymnasium und begann im Alter von zehn Jahren Gedichte zu schreiben. Auf Anregung von Julian Tuwim nahm sie 1934 an einem landesweiten Lyrik-Wettbewerb teil und errang mit ihrem Gedicht Gramatyka eine Auszeichnung. Ab Frühjahr 1935 schrieb sie für die führende polnische Literatur-Zeitschrift Wiadomości Literackie und gehörte als einzige Frau dem Kreis um die Skamander an.
Nach dem Abitur zog sie nach Warschau, um Pädagogik zu studieren, und änderte ihren Namen in Zuzanna Ginczanka. Sie veröffentlichte satirische und antifaschistische Gedichte. Ihre frühe Lyrik ist aber auch von Sinnlichkeit geprägt und spielt mit androgynen Motiven. Zuzanna Ginczanka verkehrte in Warschauer Literaturkreisen, wo sie u. a. Witold Gombrowicz kennenlernte. 1936 gab sie – neunzehnjährig – ihren einzigen zu Lebzeiten veröffentlichten Gedichtband mit dem Titel O centaurach heraus.

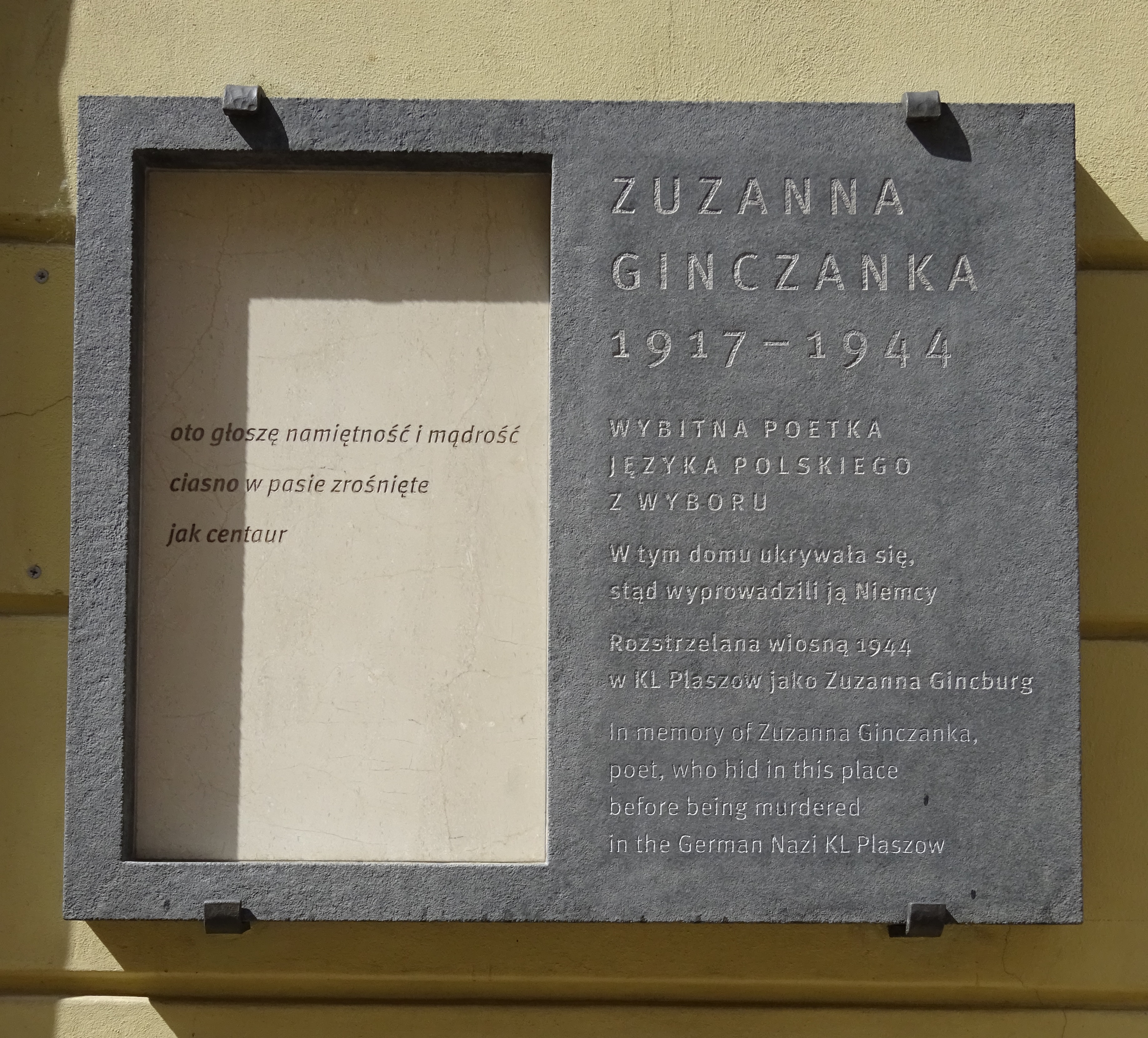
Gedenktafel in Krakau

Nach Ausbruch des Zweiten Weltkriegs floh sie in das dann von der Sowjetunion okkupierte Lemberg und heiratete Anfang 1940 den polnischen Kunsthistoriker Michał Weinzieher (1903–1944). Als die deutsche Wehrmacht im Juni 1941 in Lemberg einmarschierte, musste sie sich verbergen und während einer Polizeiaktion im Sommer 1942 wieder fliehen. Aus dieser Zeit stammt ihr wahrscheinlich letztes Gedicht. Es hat keinen Titel, beginnt mit der lateinischen Phrase Non omnis moriar. Sie erinnert darin an die Namen ihrer Vermieterin, „Frau Chomin aus Lemberg, tapfere Spitzelgattin“, und deren Sohn, einen NS-Kollaborateur, von denen sie bei den deutschen Besatzern denunziert worden war, und verspottet sie. Das Gedicht schrieb sie auf einen Zettel, den sie zwei Jahre lang bei sich trug. Es gilt als ein Meisterwerk der polnischen Lyrik zur Shoa. Die Lebensstrategie von Zuzanna Ginczanka habe darin bestanden, durch Sprache und Kultur, die sie selbst gewählt hatte, ihre „verhängnisvolle Andersartigkeit“ zu überwinden, schreibt Elżbieta Adamiak. In ihrem letzten Gedicht komme im Angesicht des Holocaust die erzwungene Identität als Jüdin zum Ausdruck. Mit dem Gedicht habe Ginczanka nicht nur ihre persönliche Erfahrung der ständigen Todesangst ausgedrückt, sondern das Schicksal, das sie mit anderen Juden teilte.

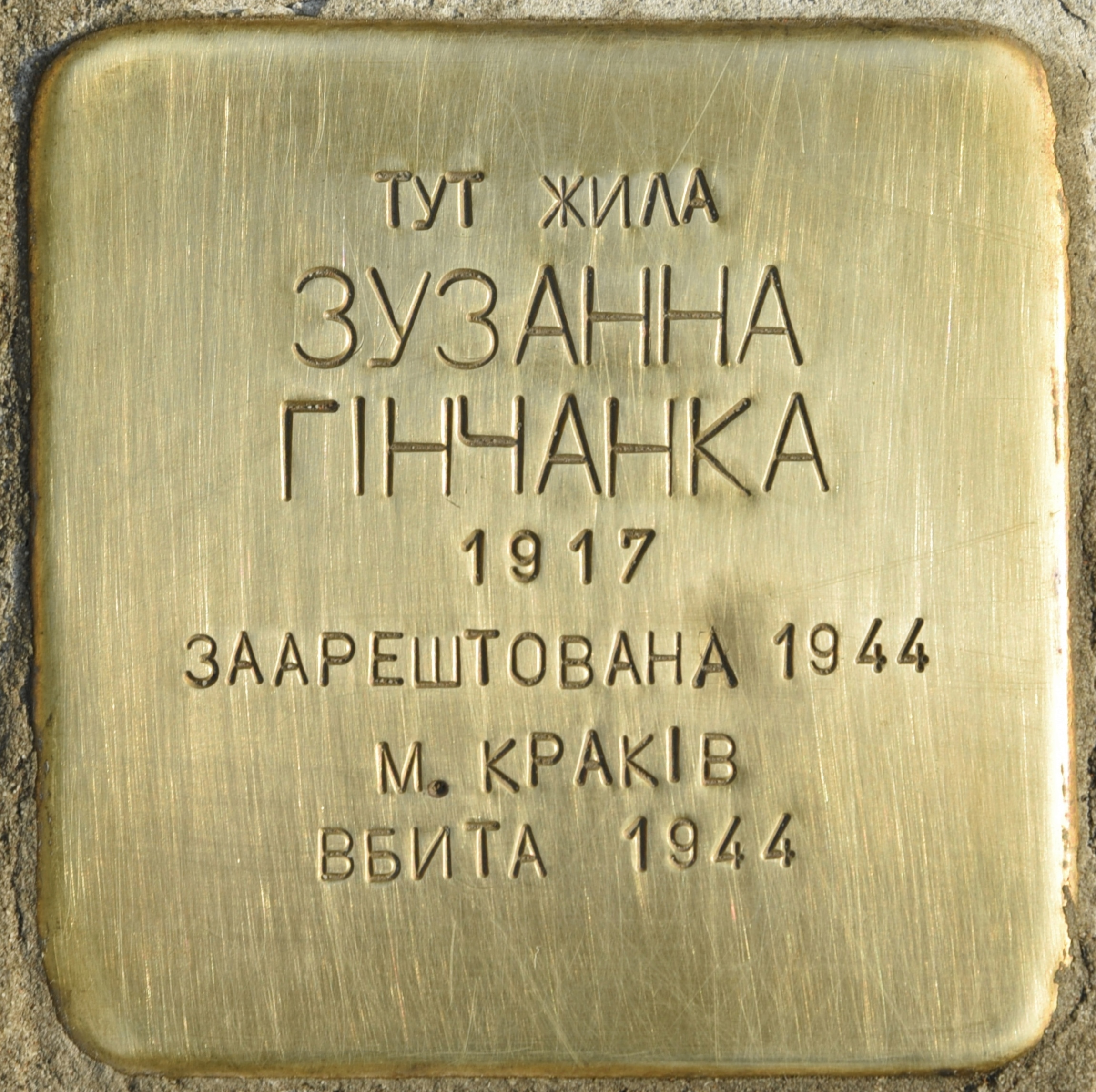
Stolperstein für Zuzanna Ginczanka in Riwne, pl. Teatralna, 1

Mit der Hilfe ihrer Freunde Maria Güntner und Janusz Woźniakowski versteckte sich Ginczanka ab 1943 mit ihrem Mann in Krakau, wo sie ein Jahr lang das Haus nicht verlassen konnte. Aufgrund erneuter Denunziation durch Nachbarn wurde sie im Herbst 1944 im Haus in der Mikołajska-Straße 5 von der Gestapo verhaftet und im Gefängnis gefoltert. Der Grund ihrer Verhaftung soll ihr Kontakt zur polnischen Untergrundbewegung gewesen sein, nicht ihre jüdische Herkunft, die erst ihre Schulfreundin Blumka Fradis unter Folter verriet. Im Dezember des Jahres 1944 wurden beide Frauen im Hof des Krakauer Gefängnisses Montelupich erschossen, wenige Wochen vor der Befreiung Krakaus durch die Rote Armee im Januar 1945.
Ihr Mann wurde ebenfalls 1944 ermordet. Ihre Großmutter Klara Sandberg starb auf dem Transport in ein Konzentrationslager.
Ihre Gedichte wurden in Polen posthum in mehreren Anthologien veröffentlicht. Sie spiegeln wider, wie ihr Leben zunehmend zu einem Überlebenskampf wurde. Von ihrem im Krieg entstandenen Werk ist, außer dem Gedicht Non omnis moriar, kaum etwas erhalten geblieben. Lange war Zuzanna Ginczanka außerhalb der polnischen Jüdischen Studien wenig bekannt. Dank der Forschungsarbeit der Literaturwissenschaftlerin Izolda Kiec, die 1993 die erste Monografie über Zuzanna Ginczanka veröffentlichte, wurde ihr Werk und ihr Leben in Polen zugänglich gemacht. Eine weitere Monografie folgte von Agata Araszkiewicz im Jahr 2002.
Zum Gedenken an Zuzanna Ginczanka verlegte der Künstler Gunter Demnig am 26. Juli 2018 am Theaterplatz der heute ukrainischen Stadt Riwne einen Stolperstein.
2021 veröffentlichten Hanna Kubiak und Bernhard Hofstötter die deutsche Erstausgabe von Gedichten Zuzanna Ginczankas.

## Veröffentlichungen
- 1936: O centaurach. Warschau : Wydawnictwo J. Przeworskiego Wikisource
- 1953: Wiersze wybrane (Ausgewählte Gedichte)
- 1989 und 2014: Zuzanna Ginczanka. Wiersze zebrane (Von Izolda Kiec herausgegebene Gedichtesammlung, 2014 ergänzt mit Gedichten über Zuzanna Ginczanka)
- 1991 Udźwignąć własne szczęście : poezje. Hrsg. von Izolda Kiec. Poznań : Książnica Włóczęgów i Uczonych
- 2012: Krzątanina mglistych pozorów / Un viavai di brumose apparenze (polnisch und italienisch)
- 2014: Wniebowstąpienie ziemi (Von Tadeusz Dąbrowski herausgegebene Gedichtesammlung)
- 2021: Von Zentauren – und weitere ausgewählte Gedichte. Aus dem Polnischen übersetzt von Bernhard Hofstötter und Hanna Kubiak, Verlag Tredition, Hamburg, ISBN 978-3-347-23233-4

## Dokumentarfilm
- Biblioteche comunali Perugia: E attecchire nelle parole è una tale gioia. Vita e poesia di Zuzanna Ginczanka, 17:02 min.
- Mary Mirki Milo (Regie): La Poesia spezzata – Zuzanna Ginczanka 1917–1944. Premiere 2014 beim Literaturfestival Port Literacki Wrocław. Filmtrailer (italienisch mit polnischen Untertiteln)